# Holcocera moriutiella
Holcocera moriutiella is een vlinder uit de familie van de spaandermotten (Blastobasidae). De wetenschappelijke naam van de soort is voor het eerst geldig gepubliceerd  Sinev.